# Сахалинский Западный морской порт
Сахалинский Западный морской порт (официально — СП ООО «Сахалин-Шельф-Сервис» ОП «Сахалинский Западный морской порт», сокращённо — СЗМП) — стивидорная компания в российском морском порту Холмск. Самый современный в Сахалинской области и единственный на Дальнем Востоке специализированный порт по обслуживанию нефтегазовых проектов, является обособленным подразделением СП ООО «Сахалин-Шельф-Сервис».

## История

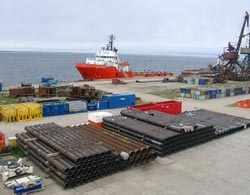
Обработка грузов

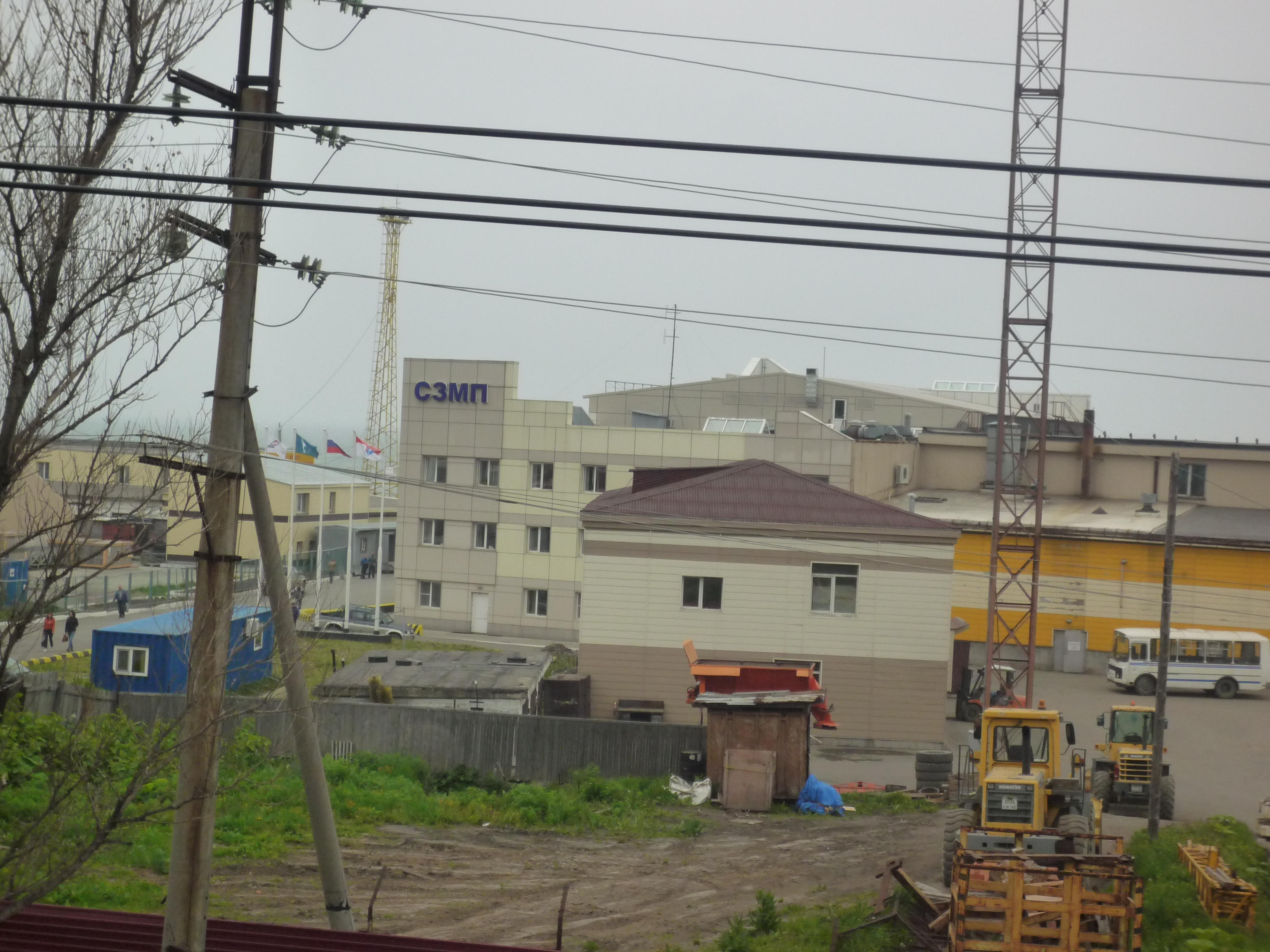
Офис порта

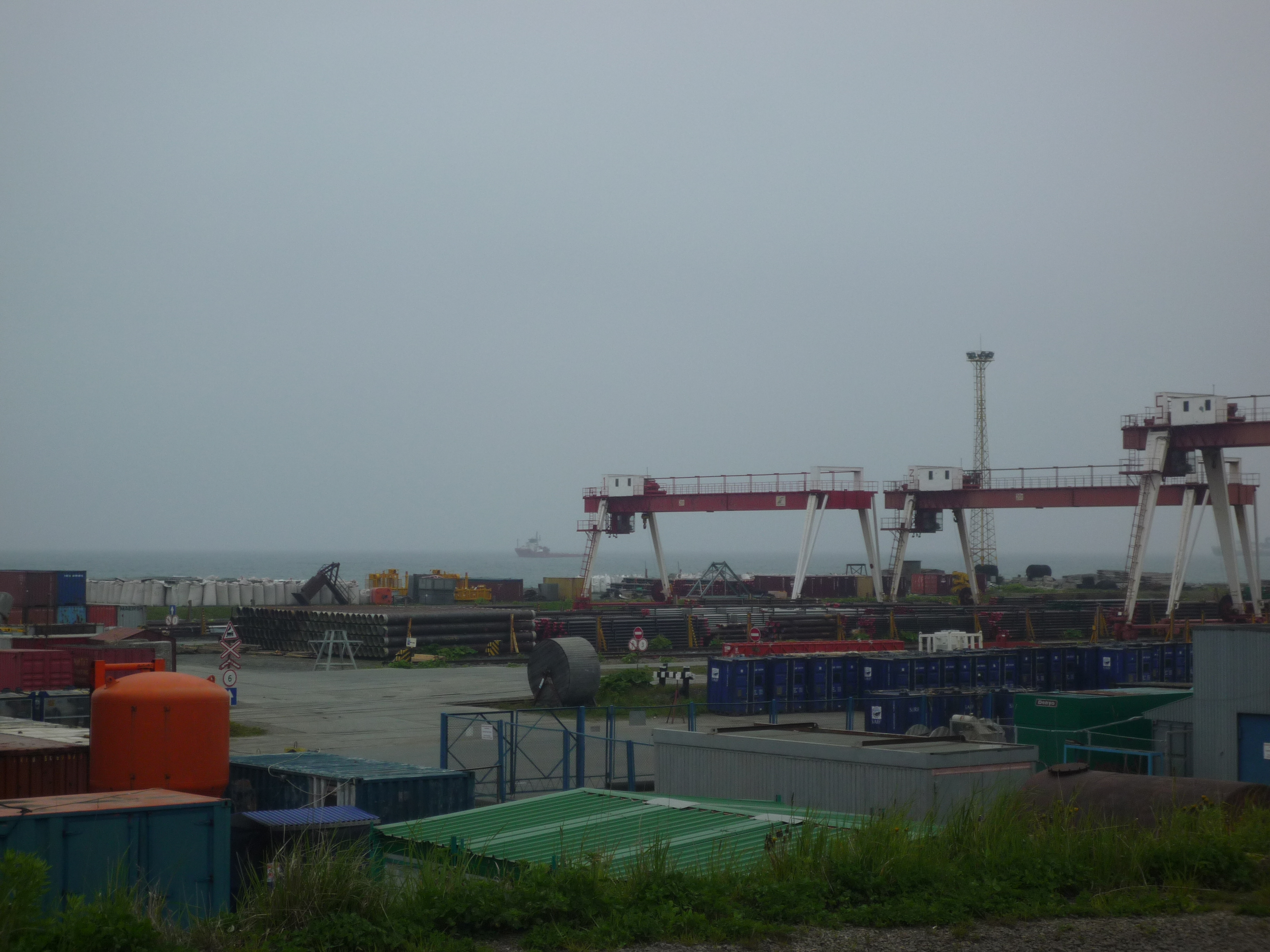
СЗМП занимается обработкой грузов для шельфовых проектов

Рыбный порт Маока был сооружён в 1920-е годы. В советские времена здесь располагалось управление морского рыболовного и зверобойного флотов (УМРЗФ), созданное в 1963 году на базе управления сейнерного флота, которое, в свою очередь, было выделено из Невельской базы морского лова в 1959 году. В 1987 году на базе УМРЗФ возник Холмский морской рыбный порт, в состав которого также входили трёхкамерный холодильник ёмкостью 5000 тонн и 5 металлических одноэтажных складов. В 1990-е годы порт обанкротился, портовые постройки пришли в негодность.
В 2002 году в тесном сотрудничестве с «Сахалин Энерджи» была организована береговая база снабжения второй фазы проекта «Сахалин-2» на базе бывшего Холмского морского рыбного порта, находившегося тогда в состоянии банкротства. За 1,5 года была проведена коренная реконструкция порта: отремонтированы причалы, производственные помещения, организованы дноуглубительные работы, подняты затонувшие суда. Расширение и углубление входного канала до 10 метров позволило принимать к причалам ледоколы-снабженцы, обслуживающие шельфовые проекты, и крупные транспорты с грузами. Модернизация такого важного объекта транспортной инфраструктуры Сахалина проводилась без привлечения каких-либо бюджетных средств.
14 сентября 2003 года был принят первый груз труб для проекта «Сахалин-2». В течение последующих 3 лет порт обеспечил бесперебойную, качественную и безопасную приёмку и обработку всего объёма аналогичной продукции — более 500 тыс. тонн. Речь шла о строительстве транссахалинского нефтегазопровода в рамках проекта «Сахалин-2». С 2005 года СЗМП работает в режиме единой береговой базы снабжения для проектов «Сахалин-1» и «Сахалин-2», с 2009 года «Сахалин-3» (Газфлот), обслуживая новые добывающие платформы.

## Характеристика порта

### Расположение
Сахалинский Западный морской порт расположен на западном побережье южной части острова Сахалин, в вершине незамерзающего залива Невельского, связан с областным центром железной и автомобильной дорогами. Для плавания судов он открыт круглый год.
Состоит из двух ковшей: Большого (Северного) и Малого (Южного). В Большом ковше размещён собственно СЗМП, в Малом ковше — судоремонтный завод ЗАО «Сахалинремфлот». Связан железнодорожной веткой со станцией Холмск-Северный.

### Причалы порта
В Большом (Северном) ковше расположены 8 универсальных причалов общей протяжённостью 1080 м, глубина у причалов 9 м. В Малом (Южном) ковше 16 универсальных причалов общей длиной 904 м с глубиной у причалов 5,5 м.

### Оборудование порта
Перегрузочное оборудование торгового порта включает 2 портальных крана грузоподъёмностью от 30 до 60 т, 6 козловых кранов грузоподъёмностью от 20 до 32 т, мобильный кран грузоподъёмностью 90 т, 8 вилочных погрузчиков грузоподъёмностью от 1,5 до 25 т, 12 грузовиков.

### Складские помещения порта
Для хранения грузов порт располагает крытыми и открытыми складами общей площадью соответственно 10,0 и 70,0 тыс. м².

### Персонал порта
В порту занято 239 человек, в том числе 112 человек производственного персонала.

## Навигация
Порт открыт для навигации круглый год и доступен для любых судов дедвейтом до 10 000 тонн. В Большой ковш порта могут войти транспортные суда длиной до 130 м, шириной до 22 м и с осадкой до 8,0 м. Малый ковш доступен для судов с осадкой до 5,0 м.